# Harald Häge
Harald Häge (* 2. Juni 1965) ist ein ehemaliger deutscher Fußballspieler.

## Karriere
In der Oberliga Baden-Württemberg Saison 1985/86 kam er als Teil des Kaders von SSV Ulm 1846 insgesamt sechsmal zum Einsatz. Nachdem der Verein Baden-Württemberg-Meister geworden war, stieg er mit seiner Mannschaft in die 2. Bundesliga auf. In der nachfolgenden Saison 1986/87 kam er nur zweimal zum Einsatz. Zuerst am 4. Oktober 1986 bei einem 0:0 bei einem Auswärtsspiel gegen den FC St. Pauli. Seinen letzten Einsatz hatte er beim 0:0-Unentschieden gegen Viktoria Aschaffenburg, ebenfalls einem Auswärtsspiel, hier wurde er in der 61. Minute für Frank Ahrens eingewechselt. Nach dem Abstieg zurück in der Oberliga konnte er in der folgenden Saison bei insgesamt 28 Einsätzen neun Tore erzielen. Bevor er den Verein verließ, wurde er in der Saison 1990/91 noch zwei weitere Male eingesetzt.